# Proba-2
Proba 2 (projecte per autonomia a bord, en anglès acrònim de Project for Onboard Autonomy 2) és un satèl·lit artificial experimental de l'ESA llançat el 2 de novembre de 2009 a la 1:50 UTC des del cosmòdrom de Plessetsk mitjançant un coet Rókot (també escrit Rókot, Рокот en rus) juntament amb el satèl·lit SMOS. Proba 2 va ser alliberat de l'última etapa del coet tres hores després de la inserció en òrbita d'aquest i unes dues hores després de l'alliberament de SMOS.

## Objectius
La missió Proba 2 és provar i validar una sèrie de noves tecnologies a ser usades per l'ESA en futurs satèl·lits així com realitzar observacions científiques amb dos experiments a bord: dos instruments  belgues per fer estudis sobre física solar i dos instruments  txecs per fer estudis sobre física de  plasma.

## Característiques
El satèl·lit té una massa de 135 kg i forma aproximadament cúbica (0,6 x 0,6 x 0,8 m), sense comptar amb els seus dos  panells solars desplegats, fets d'una estructura d'alumini amb plàstic reforçat amb fibra de carboni, que proporcionen una potència elèctrica de fins a 110 watt si alimenten una bateria d'ió de liti amb una capacitat de 16  Ah.
L'estructura principal està formada per tres panells d'alumini conformats a manera de bresca i formant una H i en què van muntats gairebé tots els sistemes, amb un panell inferior que es va usar com a interfície amb el coet llançador. La part exterior dels panells està pintada en algunes parts de negre o blanc per funcionar com radiadors passius. Un dels costats de l'estructura porta  cèl·lules solars, a part de les situades en els panells solars.
El satèl·lit s'estabilitza en els tres eixos i l'actitud està controlada per quatre petits  volants d'inèrcia el velocitat de gir pot variar per produir rotacions en els tres eixos del satèl·lit i podrien tenir un  moment de fins a 30 mN-m. L'orientació es duu a terme tant mitjançant un seguidor d'estrelles amb una precisió de 5  segons d'arc per un període de 10 segons de seguiment com mitjançant un magnetòmetre de tres eixos. El satèl·lit també és capaç de navegar autònomament utilitzant GPS i té un motor iònic alimentat per xenó i amb una empenta de fins a 20  mN per realitzar ajustaments orbitals. El tanc de xenó és pressuritzat amb nitrogen que el satèl·lit genera a bord a partir d'una font en estat sòlid.
Les cèl·lules solars són del tipus de triple unió d'Arsenur de gal·li, i van muntades tant en els dos panells solars com en un dels costats del cos principal del satèl·lit.
Proba 2 pot comunicar-se mitjançant un enllaç a banda S amb el seu centre de control principal, situat a Redu (Bèlgica), a una velocitat de 64 kbps, i amb l'estació de Svalbard (Noruega) usada com a suport.
El principal contractista per a la construcció i operació del satèl·lit és Verhaert Design & Development NV, una empresa subsidiària de QinetiQ.

## Demostració tecnològica
La missió principal de Proba 2 és provar i validar noves tecnologies per al seu ús en futures missions i satèl·lits, que consisteixen en
- Un nou tipus de bateria d'ió de liti desenvolupada per l'empresa  francesa SAFT.
- Un sistema de control de dades i energia amb un nou processador, desenvolupat per l'empresa belga Verhaert Space.
- Panells estructurals d'alumini combinat amb fibra de carboni, desenvolupats per l'empresa suïssa APCO Technologies.
- Nous volants d'inèrcia desenvolupats per l'empresa APCO Technologies, seguidors d'estrelles desenvolupats per l'empresa britànica DTU i receptors GPS construïts per l'alemany DLR.
- Un sistema de telecomunicacions millorat amb un descodificador desenvolupat en la seva major part com programari de l'empresa alemanya STT-SystemTechnik GmbH.
- Un sensor solar digital desenvolupat per l'holandesa TNO.
- Un receptor GPS de freqüència dual desenvolupat per la francesa Alcatel Espace.
- Un sistema de sensors per fibra per monitoratge de la temperatura i pressió de la nau desenvolupat per MPB Communications Inc
- Un sensor estel·lar desenvolupat per al seu ús en la missió BepiColombo a  Mercuri, desenvolupat per l'empresa italiana Galileo avionica.
- Un magnetòmetre de flux de porta d'alta precisió desenvolupat per l'empresa  danesa DTU i experiments per tecnologia de magnetòmetres dissenyats per l'empresa  portuguesa Lusospace i l'alemanya ZARM Technik AG.
- Un panell solar experimental amb concentrador de flux solar desenvolupat per la belga CSL.
- Un sistema de propulsió iònic alimentat per xenó i un generador de gas nitrogen d'estat sòlid per pressuritzar el tanc de propelente desenvolupat per la britànica SSTL i l'holandesa Bradford.
- Una microcàmera d'exploració (anomenada X-CAM) desenvolupada per l'empresa suïssa Micro-càmeres & Space Exploration.

## Ciència
Proba 2 du a bord quatre instrument científics:
- SWAP ( Sun Watcher using APS Detectors and image processing, observació solar utilitzant detectors APS i processament d'imatge): es tracta d'un telescopi de tipus Ritchey-Chrétien per a l'ultraviolat extrem construït sobre la base de l'instrument EIT ( Extreme Ultraviolet Imaging Telescope) a bord del satèl·lit SOHO. El seu objectiu és fotografiar la corona solar, obtenint imatges a ritme d'una per minut amb gran  resolució espacial.
- LYRA ( Lyman-alpha Radiometer, radiòmetre Lyman-alfa): és un radiòmetre per a quatre bandes ultraviolada, en concret
  - 115-125  nm, centrada en la línia  Lyman-alfa, a 121,6 nm.
  - 200-220 nm, en el rang continu de  Herzberg.
  - 17-31 nm, que inclou la detecció d'alumini i Heli II.
  - 1-20 nm, per al zirconi.

L'objectiu de l'instrument és realitzar observacions en aquests canals per fer estudis tant de física solar com d'aeronomia i meteorologia espacial. L'instrument ha estat desenvolupat pel Reial Observatori de Bèlgica.
- TPMU ( Thermal plasma measurement unit, unitat de mesura tèrmica de plasma): consisteix en un sensor juntament amb els seus preamplificadors i una unitat de processament per a l'estudi de la densitat, composició i temperatura d'ions i la temperatura d'electrons, així com per mesurar el potencial elèctric de l'estructura del satèl·lit.
- DSLP ( Dual segmented Langmuir probe, sonda Langmuir dual segmentada): és un instrument utilitzat per estudiar el fons de plasma  magnetosféric i està basat en l'instrument ISL ( Instrument Sonde de Langmuir) de la missió  Demeter del CNES. El seu objectiu és mesurar la densitat de plasma i la seva variació en el rang entre 100 i 5⋅10 ⁶ partícules/cm³; mesurar la temperatura d'electrons en el rang entre 500 i 3000 Kelvin; mesurar el potencial de la nau en el rang entre ± 5 volts.